# Préfecture de Danyi
Pour l’article homonyme, voir Danyi.
La préfecture de Danyi est une préfecture du Togo, située dans la Région des plateaux.
Sa capitale est Danyi-Apéyémé.

## Géographie
Elle est située à l'ouest du Togo, entre la préfecture de Wawa, au nord et la préfecture du Kloto, au sud.

## Démographie
Sa population estimée (RGPH4, 2010) est de 38 742 habitants. Cette préfecture est la moins peuplée de la Région et même du Togo. Elle conserve cette position bien que selon les dernières données du RGPH-5 en novembre 2022, ce nombre a augmenté pour atteindre 40 240 habitants, avec 20 512 hommes et 19 728 femmes.

## Économie
Les plantations de café et de cacao se situent dans les parties les plus fertiles de la préfecture. Le coton complète les ressources agricoles.

## Référence
Annuaire administratif et démographique du Togo [détail des éditions]